# Pimpla taprobanae
Pimpla taprobanae là một loài tò vò trong họ Ichneumonidae.